# Pterolophia similata
Pterolophia similata là một loài bọ cánh cứng trong họ Cerambycidae.